# L'Chaim
L'Chaim ou Lehaïm [leˈxa.im] (de l'hébreu לחיים signifiant « à la vie ») est un toast que les Juifs ont coutume de porter avant la consommation d'un verre d'alcool. Avant de boire, on se souhaite une bonne vie. L'expression est relativement comparable au français Santé !